# Федора (опера)
«Федора» (итал. Fedora) — опера в трёх действиях итальянского композитора Умберто Джордано (1898). Итальянское либретто Артуро Колаутти основано на одноимённой пьесе французского драматурга Викторьена Сарду.

## Действующие лица
| Княгиня Федора Ромазова         | сопрано    |
| Граф Лорис Ипанов               | тенор      |
| Де Сирье, дипломат              | баритон    |
| Графиня Ольга Сухарева/Сукарова | сопрано    |
| Греч, инспектор полиции         | бас        |
| Барон Рувель                    | тенор      |
| Лорек, хирург                   | баритон    |
| Боров, врач                     | баритон    |
| Кирилл, кучер                   | баритон    |
| Дезире, слуга                   | тенор      |
| Дмитрий, слуга                  | контральто |
| Швейцарский пастух              | контральто |
| Гости на балу в Париже — хор    |            |

## Краткое содержание
Акт первый

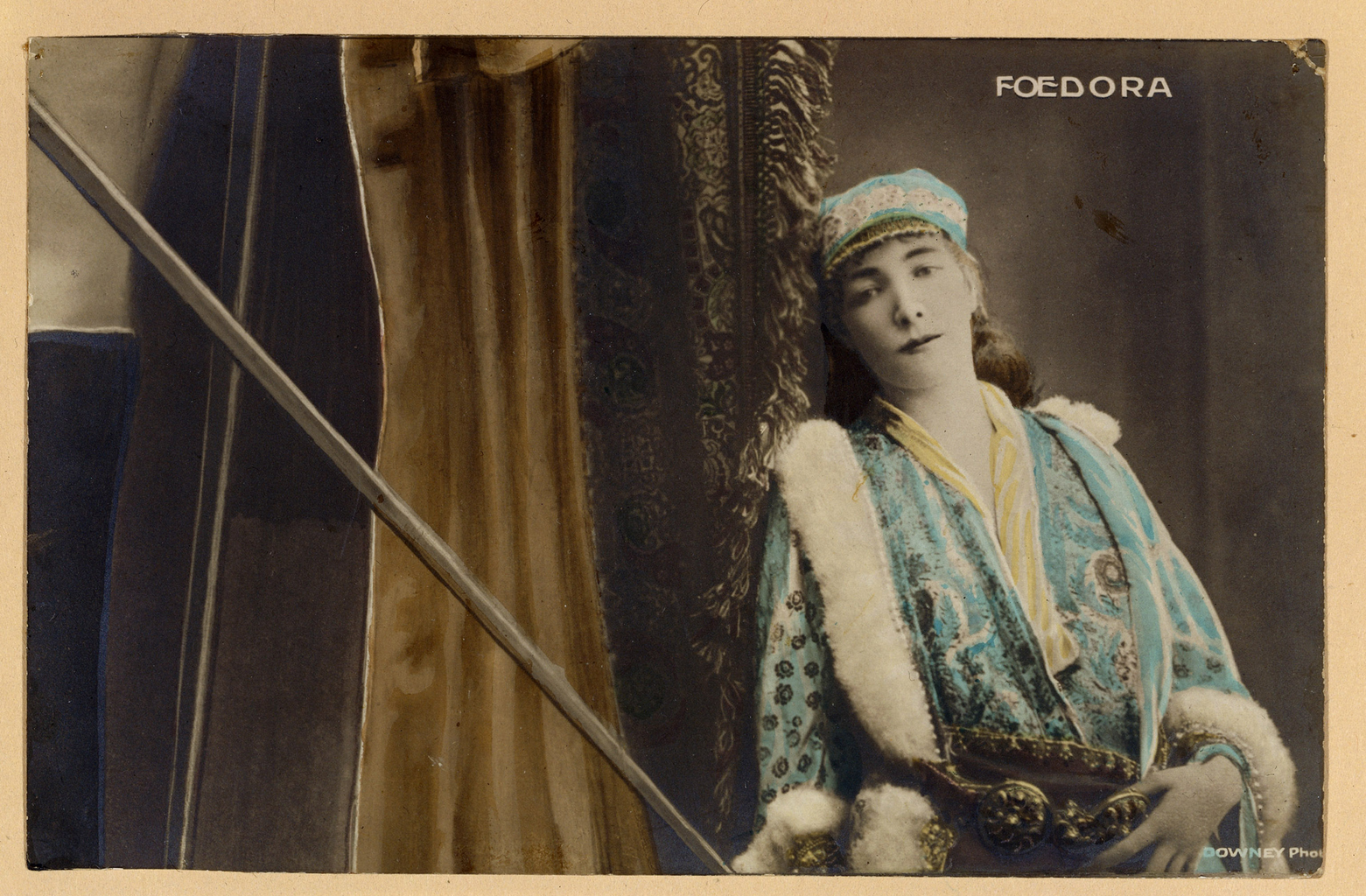
Сара Бернар в роли Федоры. Эта роль великой актрисы вдохновила композитора на создание оперы.

Зима 1881 года. Петербургский дворец графа Владимира Андреевича. Слуги обсуждают дела своего хозяина. Ему удалось добиться расположения богатой невесты – княгини Федоры Ромазовой, теперь свадьба – дело решенное, что очень кстати для графа, так как его денежные дела в упадке. Появляется Федора. Она счастлива – скоро она станет женой графа Владимира, которого полюбила. Внезапно раздаётся шум. В дом вносят смертельно раненого графа. Доставивший его дипломат Де Сирье утверждает, что граф стал жертвой нападения террористов-нигилистов, держащих в страхе весь Петербург. Появляется инспектор полиции Греч, он допрашивает кучера, слуг. В результате подозрение падает на графа Ипанова, живущего в доме по соседству, но доказательств не хватает. Прибывают врачи, которые должны обследовать пострадавшего. Федора, оставшись одна, клянется на старинном византийском кресте, который всегда носит, выяснить, кто напал на её жениха, и отомстить. Выходит один из врачей с печальным известием – все усилия врачей оказались напрасны – Владимир умер. Федора рыдает над его телом.
Акт второй
В своём парижском салоне графиня Ольга Сухарева устраивает прием по случаю выступления знаменитого польского пианиста-виртуоза. Собираются гости. Среди них Федора и поклонник Ольги — дипломат Де Сирье. Барон Рувель приводит русского графа Лориса Ипанова и представляет его хозяйке. Де Сирье посвящает Ольге «русскую песню», в которой легко угадывается пародия на романс Алябьева «Соловей». Но Федора не сводит глаз с Ипанова. Она помнит, что на него падало подозрение в убийстве её жениха в Петербурге. Ольга приглашает гостей в музыкальный салон – сейчас начнется концерт пианиста. В зале остаются Федора и Лорис. Они увлечены друг другом. Лорис признается Федоре в любви (знаменитая ария Amor ti vieta), в ответ она требует однозначного ответа – имел ли он отношение к смерти её жениха. Лорис отвечает утвердительно, но обещает представить смягчающие обстоятельства. Концерт пианиста прерывается известием об убийстве в Петербурге императора Александра. Гости расходятся. Федора остаётся одна. Она колеблется, но увидев византийский крест, вспоминает свою клятву, и пишет письмо инспектору Гречу, в котором подтверждает, что Ипанов признался в убийстве графа Владимира. Федора просит Де Сирье отправить письмо в Петербург с дипломатической почтой. Сама княгиня садится и погружается в размышления. Внезапно возвращается Лорис. Он показывает Федоре письма, доказывающие, что Владимир был любовником его жены. Лорис застал их. Владимир первым выстрелил, Лорис стрелял в ответ. Таким образом это не имеет никакого отношения к политическому терроризму. Федора потрясена. От её любви и уважения к погибшему жениху не осталось и следа. Она может теперь полностью отдаться захватившему её новому чувству к Лорису. Но с улицы слышен условный сигнал полицейских, окруживших дом и готовых арестовать Лориса. Федора выводит его через потайной ход и они скрываются.
Акт третий
Федора и Лорис счастливо живут в шале. Утро в горах Швейцарии. Доносится пение мальчика-пастуха. Лорис прощается ненадолго с Федорой, ему надо сходить в посёлок на почту. В это время появляется Де Сирье. Он приехал навестить Ольгу Сухареву, которая тоже живёт на вилле. Ольга и Де Сирье обмениваются светскими новостями и дипломат между прочим сообщает Ольге, что польский пианист, которому она покровительствовала, оказался тайным агентом. Де Сирье приглашает Ольгу на велосипедную прогулку. Когда Ольга уходит, чтобы переодеться, Де Сирье мрачнеет – у него плохие новости для Федоры. В Петербурге с Лориса сняты все обвинения в политическом терроризме, но перед этим, благодаря доносу Федоры, был арестован его младший брат Валерьян. Его посадили в Петропавловскую крепость, где он погиб во время разлива Невы. Мать Лориса и Валерьяна не смогла пережить эту трагедию и умерла от разрыва сердца. Возвращается Ольга и они с Де Сирье уезжают на велосипедах. Федора в отчаянии – она не знает, что делать – своим письмом она погубила близких людей возлюбленного. Возвращается Лорис. Он мрачен. В посёлке на почте он получил письмо с теми же новостями о гибели брата и смерти матери. В письме друг сообщил, что все это произошло из-за доноса русской дамы из Парижа. Федора признается в содеянном. В ярости Лорис бросает ей в лицо обвинение в убийстве, проклинает её. Федора целует византийский крест и падает. Потрясённый Лорис подхватывает её – внутри креста Федора носила сильнодействующий яд, теперь она приняла его и расплатится за своё преступление. Тщетно Лорис взывает к ней, берёт назад все свои обвинения, утверждает, что любит Федору. Все напрасно – Федора умирает.

## История создания и постановок
Пьеса Сарду имела огромный успех и привлекла Джордано ещё в 1889 году, когда он видел её постановку в Неаполе с Сарой Бернар в главной роли. Тогда Джордано был ещё никому не известен. Только после мирового успеха оперы «Андре Шенье» в 1896 году Сарду (соблазнённый финансовым кушем, который предложил ему представлявший интересы Джордано издатель Сонцоньо) дал разрешение на использование своей пьесы в качестве основы для новой оперы Джордано. Опера отражает моду на экзотическую русскую тему, которая подарила музыкальному театру также такие произведения, как «Сибирь» Джордано, «Воскресение» Альфано и «Фатиница» фон Зуппе.
Премьера, которая состоялась в Лирическом театре в Милане 17 ноября 1898 года, была тепло принята публикой. Главные партии на премьере исполнили Джемма Беллинчони и Энрико Карузо. Когда последний спел ариозо Amor ti vieta, неистовствующая от восторга публика прервала представление и потребовала исполнения на бис. Уже в 1902 году Карузо осуществил аудиозапись этой арии. Позднее он с успехом исполнял партию Лориса в Метрополитен-опере вместе с Линой Кавальери (партия Федоры).
Услышав об успехе миланской премьеры, Малер распорядился поставить «Федору» в Венской опере, а о парижской премьере одобрительно отозвались Массне и Сенс-Санс. Несмотря на международный успех, в России опера на русскую тему оставалась совершенно не известной: первая постановка осуществлена только в 2012 году во Владикавказе. Считается, что «постановка „Федоры“ на русской сцене крайне затруднительна: переварить эту „клюкву“ нелегко, а „русские“, поющие по-итальянски в веристском стиле, отчаянно смешны». 
В третьей четверти XX века «Федора» регулярно ставилась театрами Италии, и в ней пели все выдающиеся певцы того времени: от Марио дель Монако, Джузеппе ди Стефано и Франко Корелли (назвавшего своего любимого пуделя Лорисом) до Марии Канильи, Ренаты Тебальди и Марии Каллас. За пределами Италии опера к тому времени была подзабыта и ставилась редко, однако позднее интерес к ней вырос. За 1990-е годы опера Джордано была поставлена во всех крупнейших театрах западного мира: партию Федоры исполняли певицы уровня Миреллы Френи и Ренаты Скотто, а партию Лориса — Пласидо Доминго, Хосе Каррерас, Хосе Кура.

## Дискография

### Студийные записи
| Год  | Исполнители (Федора Ромазова, Лорис Ипанов, Де Сирье)    | Дирижёр, оркестр                                               | Студия                                 |
| ---- | -------------------------------------------------------- | -------------------------------------------------------------- | -------------------------------------- |
| 1931 | Джильда далла Рицца, Антонио Меландри, Эмилио Джирардини | Лоренцо Молайоли, Хор и оркестр Театра Ла Скала, Милан         | Audio CD: Gala GL Cat: 100758          |
| 1951 | Виттория Кальма, Ринальдо Пеллиццони, А Джилардони       | Арджео Квадри, Хор и оркестр Театра Ла Скала, Милан            | Audio CD:                              |
| 1954 | Пия Тассинари, Ферруччо Тальявини, Сатурно Мелетти       | Оливьеро де Фабрициус, Хор и оркестр Итальянского радио, Милан | Audio CD: Eklipse Cat: EKR 52          |
| 1969 | Антониетта Стелла, Альдо Боттион, Джулио Фиораванти      | Франко Маннино, Хор и оркестр Итальянского радио, Милан        | Audio CD: Fiori Cat: FI 1050           |
| 1969 | Магда Оливеро, Марио дель Монако, Тито Гобби             | Ламберто Гарделли, Хор и оркестр Оперы Монте-Карло             | Audio CD: Decca Records Cat: 433 033-2 |
| 1985 | Ева Мартон, Хосе Каррерас, Янос Мартин                   | Джузеппе Патане Хор и оркестр Венгерского радио, Будапешт      | Audio CD: CBS Records Cat: M2K 42181   |